# 高場損藏
高場損藏（1883年—1968年6月9日），日本博多（今福冈县福冈市博多区）人，日本陆军步兵大佐。

## 生平
高場損藏毕业于日本陸軍士官学校第23期，为士官候補生。后来他曾任日本陸軍步兵大佐、小倉連隊区司令官、关东军司令部副顾问。1937年12月12日，高場損藏大佐就任蒙古军军事顾问（蒙古军總司令为李守信）。1937年12月14日，高場損藏就任厚和特务机关长。
他还曾为玄洋社員、明道館員、统剑道范士、剑道教士、福冈县统剑道联盟会長。
昭和43年（1968年）6月9日，高場損藏去世。享年85岁。

## 家庭
高场应（高場応）之子。高场乱（高場乱）之孫。